# 乌塔卡蒙德

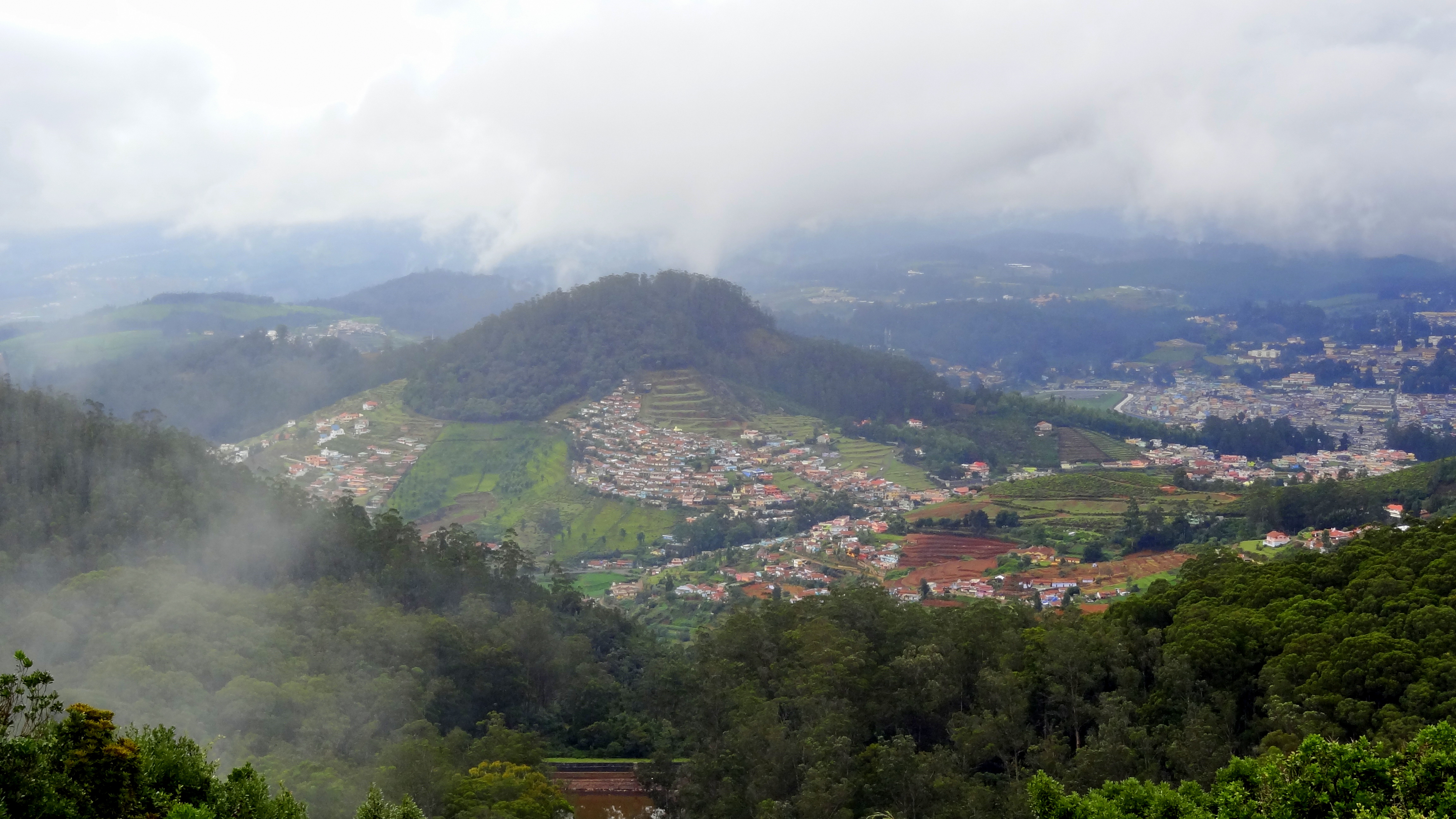
Ooty

乌塔卡蒙德是印度南部泰米尔纳德邦的一座城市，尼尔吉利斯县的县府。
乌塔卡蒙德位于尼尔吉里丘陵内，是一座很受欢迎的山城。它的名字的来源不明，但是在巴达加语中“蒙德”是荼达族的村庄的意思，因此它可能是从巴达加语对于尼尔吉利斯高原的中心地区的名称演化过来的。名称的另一个来源可能是来自泰米尔语中的，意思是“孤立的石头”。它可能是指当地荼达族人崇拜的一块圣石。乌塔卡蒙德则是比较近代的泰米尔官方名称。乌塔卡蒙德的平均高度为海拔2268米。

## 历史

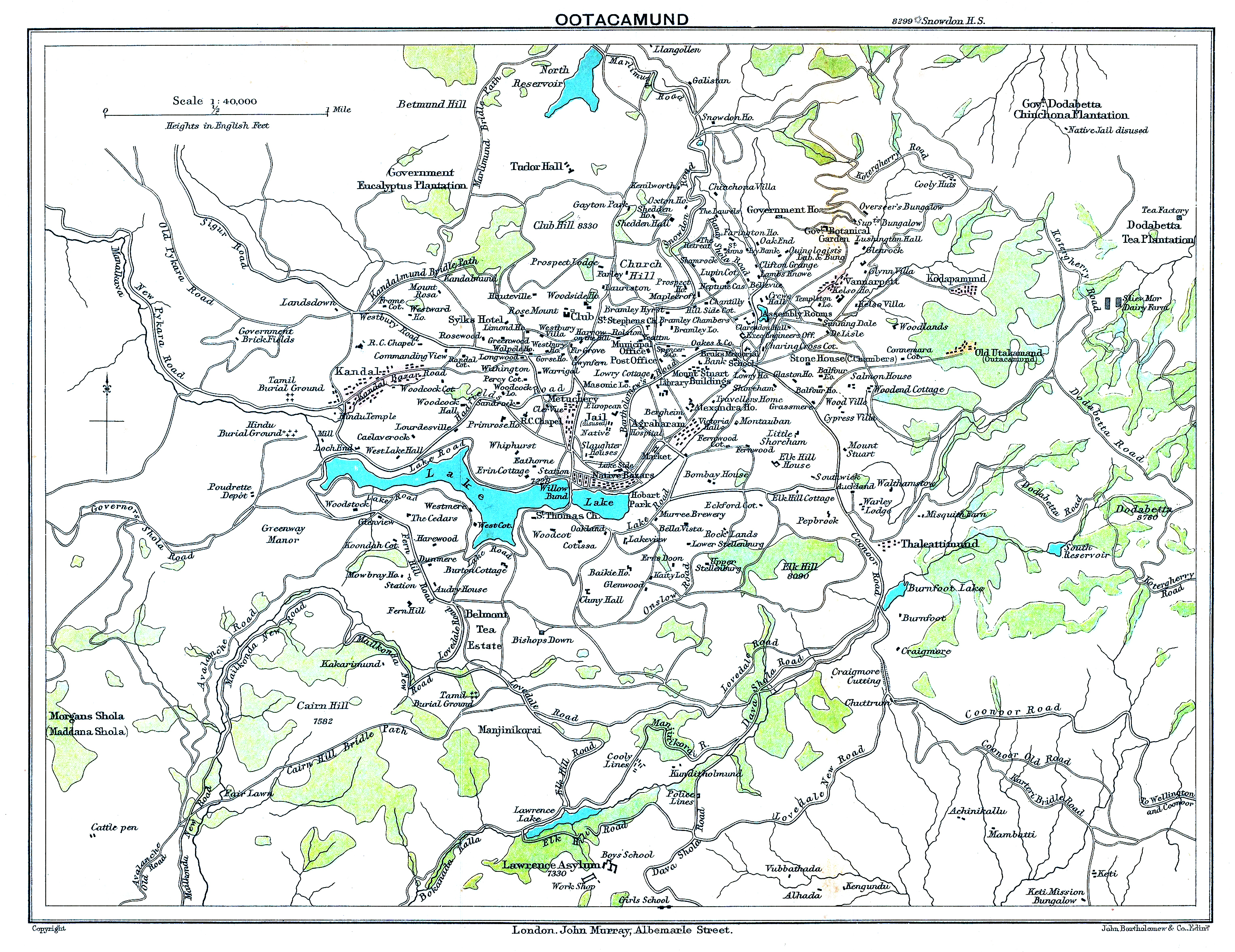
1903年烏塔卡蒙德的地圖

在古代尼尔吉里丘陵属于切拉帝国。后来落入甘轧王朝。12世纪里域斯奴核哈拿的曷萨拉王朝占领这里。后来它成为蒂普苏丹的迈索尔土邦的一部分。18世纪里该土邦投降英国，成为英属印度的一部分。
附近哥印拜陀的英国殖民地官員约翰沙利文因为喜欢当地的森林气候，因此从当地部落手中抢夺地盘，有时在一天里用几顿饭的价格收购数平方公里的地。
与印度其它地方不同，在英国统治下尼尔吉里丘陵发展迅速，原因是它几乎完全被英国公民占据。乌塔卡蒙德是马德拉斯总督的夏宫。有权势的英国人利用马德拉斯政府出的投资在这里修造了上下山的公路和复杂的齒軌鐵路系统。

## 旅游业

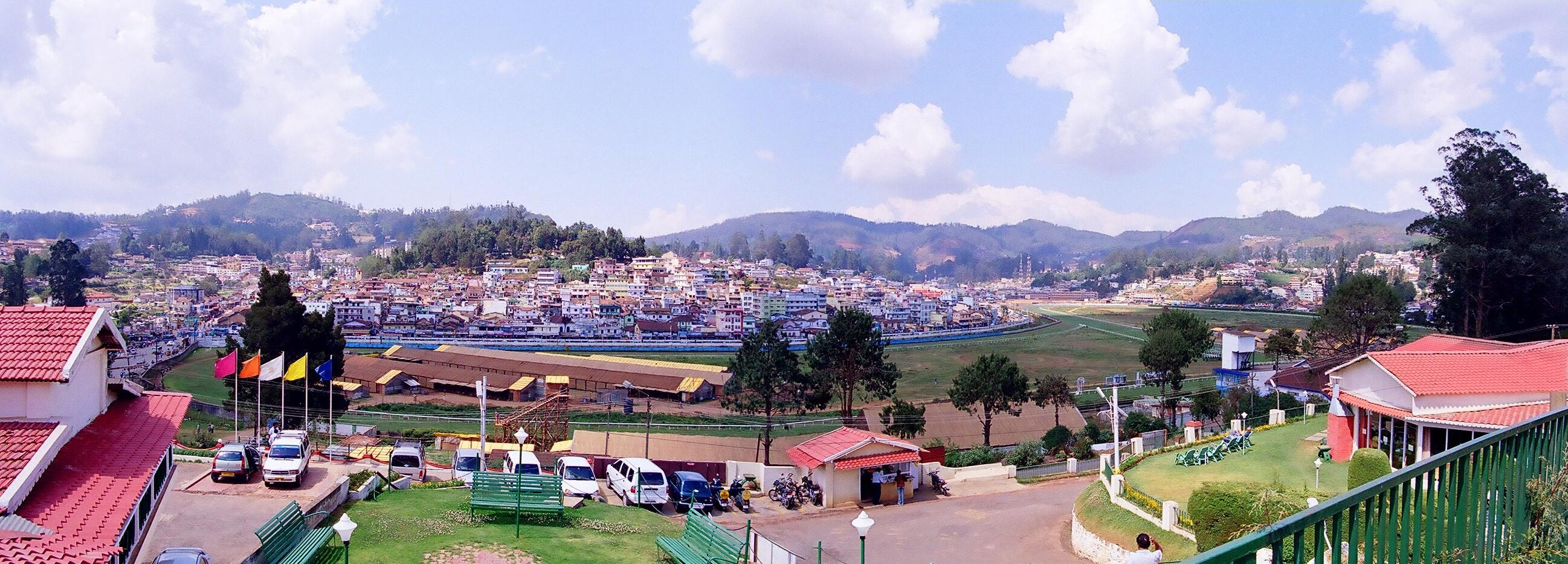
乌塔卡蒙德

乌塔卡蒙德位于尼尔吉里丘陵内，每年吸引众多旅游者。这里的气候非常宜人，年平均气温在15至20摄氏度之间，只有在冬季低到0度。但是由于过分的商业化这座山城也有许多生态和基础结构问题。
当地的地形以缓和的山地和高原为主，植被丰富，山上有许多茶园和桉树。山里许多地方被划为国家保护森林，要在宿营地外宿营的话需要特殊许可。许多到乌塔卡蒙德来的游客喜欢开车去附近乡村观光。
科纳等小城也在山里，这些小城离乌塔卡蒙德仅一小时的路，拥有同样的气候，但是没有那么多游客，也要便宜些。

## 经济
乌塔卡蒙德是尼尔吉利斯县的县府。尽管当地经济以旅游业为主，但是它也是周边地方的供给中心和市场城市。它的周边地方以农业为主，尤其是以种植“英国蔬菜”为主，其原因是当地比较凉爽的气候。这些蔬菜主要是马铃薯、萝卜、青菜和花椰菜。在乌塔卡蒙德县市场上每天有这些蔬菜的拍卖。当地也有良久的牛奶工业传统，乌塔卡蒙德出产奶酪和奶粉。
由于当地的农业经济一些研究所也设立在乌塔卡蒙德。其中包括一座土壤保护中心和一座马铃薯研究农场。当地试图使得产品多样化，因此引入了一些种花和养蚕的企业，此外还有种植蘑菇的企业。
当地唯一的重要的生产工业是一座胶卷生产公司，它位于市郊。在周边城市里还有生产针、火药和狂犬病免疫的工厂。
当地还有少数巧克力和地毯工业。
虽然当地是茶叶出产地，但是在乌塔卡蒙德本身没有茶叶种植或者处理。茶叶出产的地方的高度稍微低一些，因此科纳等地是当地种茶的中心。

## 名胜

### 历史名胜

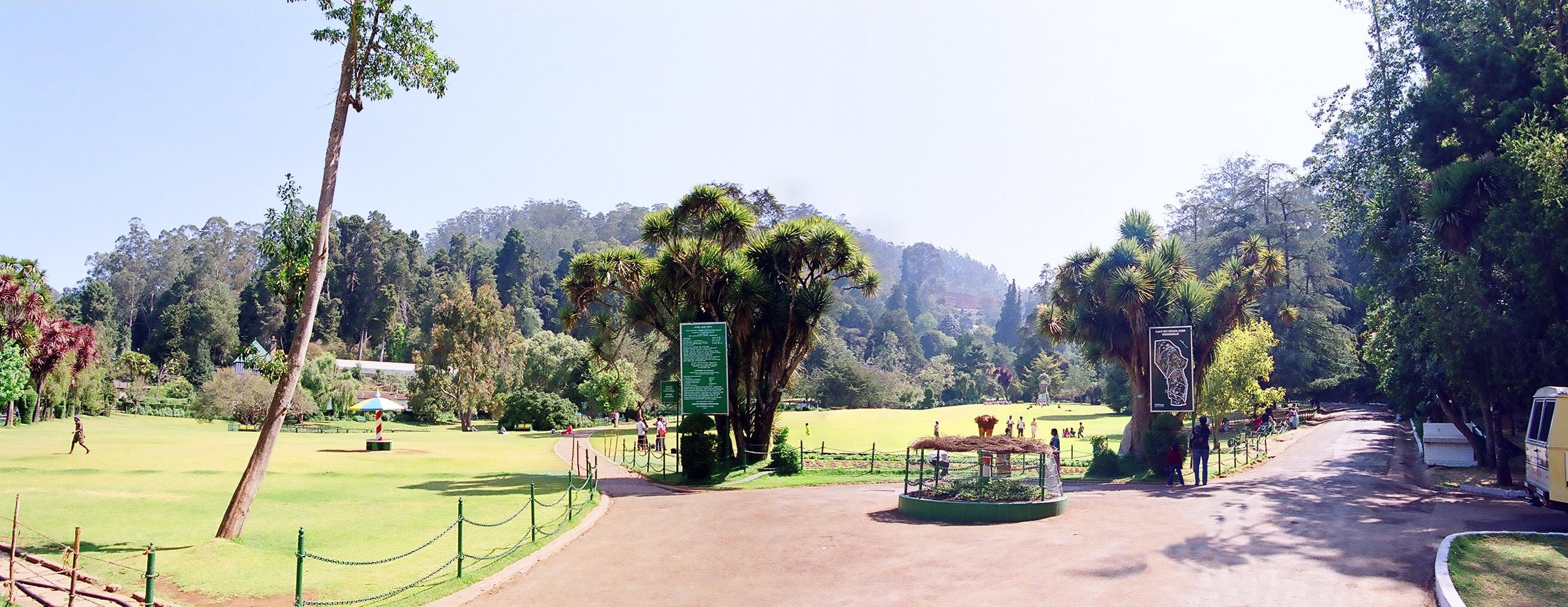
乌塔卡蒙德植物园

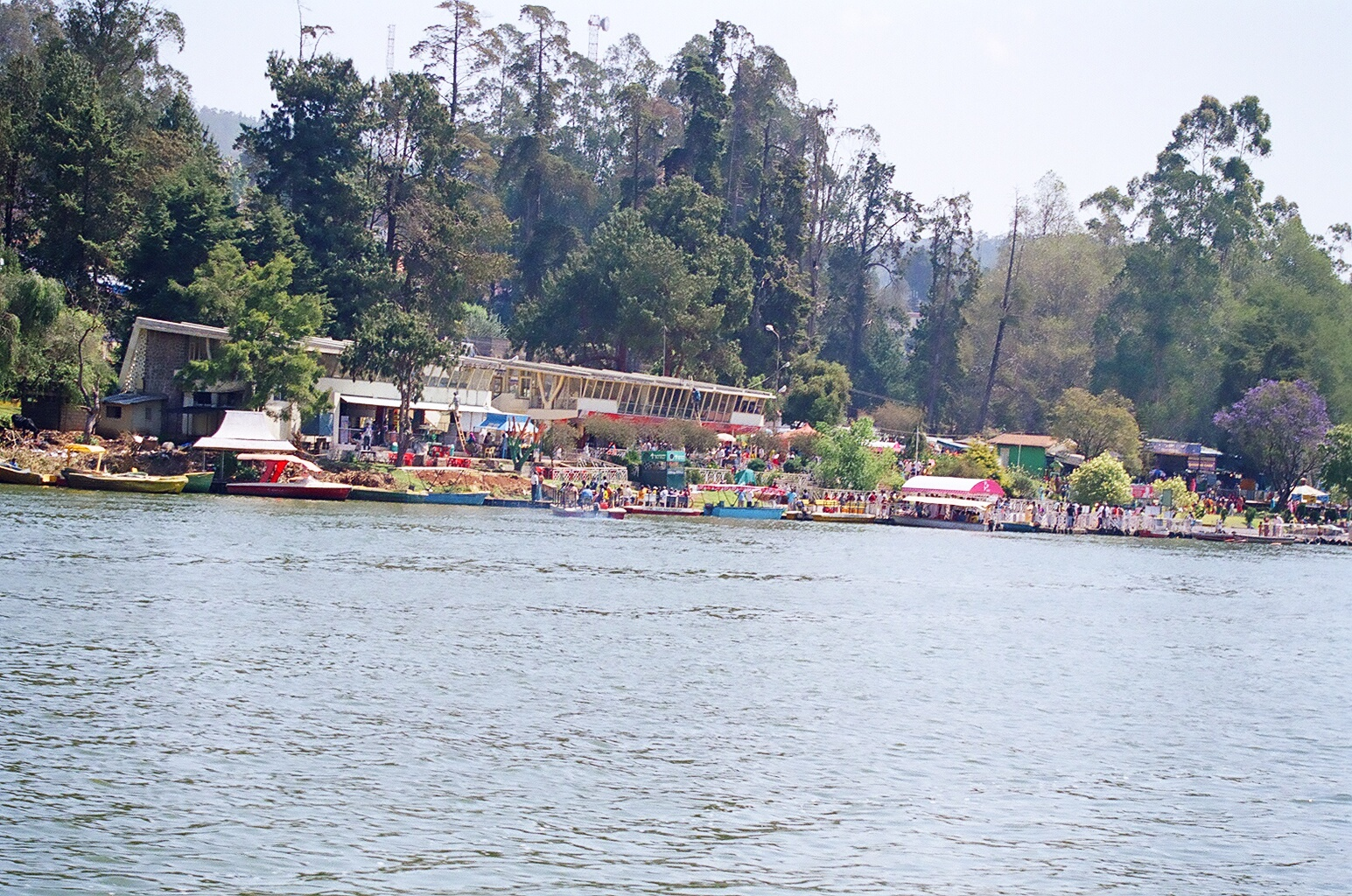
乌塔卡蒙德船坞

- 乌塔卡蒙德植物园面积22英亩，是1847年设立的，目前由泰米尔纳德邦管理。一开始植物园只是用来进行学术研究，来研究当地的不同植物。今天它对公众开放，成为一个公园。这里也是观鸟者的天堂，公园里有许多鸟类，即有候鸟也有留鸟。每年五月园内进行花展和珍奇植物展。园内还有一颗2000万年老的、化石化的树。
- 石屋
- 火车站是世界遗产的一部分。它具有非常明显的英管印度风格。
- 乌塔卡蒙德湖和船坞，这是一个人造的湖，过去它比今天大得多，包括今天的公车站和跑马场以及今天的市场的大多数面积。湖边有一个小公园，有儿童游戏场和一条玩具铁路。
- 远山宫距乌塔卡蒙德汽车总站约一千米，今天是一座旅馆，参观费为50鲁比。

### 自然名胜和自然保护区
乌塔卡蒙德位于尼尔吉利斯生态保护区内，许多森林地区和湖泊不对游客开放来保护当地脆弱的生态系统。一些地区可以供游客参观。乌塔卡蒙德市区大多数地方已经被商业化和旅游业破坏。当地做出一些努力来减少旅游业造成的污染，比如设立无塑料区等。
- 峰是尼尔吉里丘陵的最高点。从这里可以俯观乌塔卡蒙德。有一条公路通向峰顶。峰周围的森林是保护区。
- 乌蒂高尔夫球场
- 国家公园，高度较低，容易游访。
- 国家公园，不开放。
- 松林

## 交通

### 公路
乌塔卡蒙德位于国家67号高速公路上。从泰米尔纳德邦、喀拉拉邦和卡纳塔克邦有公路到乌塔卡蒙德。

### 铁路

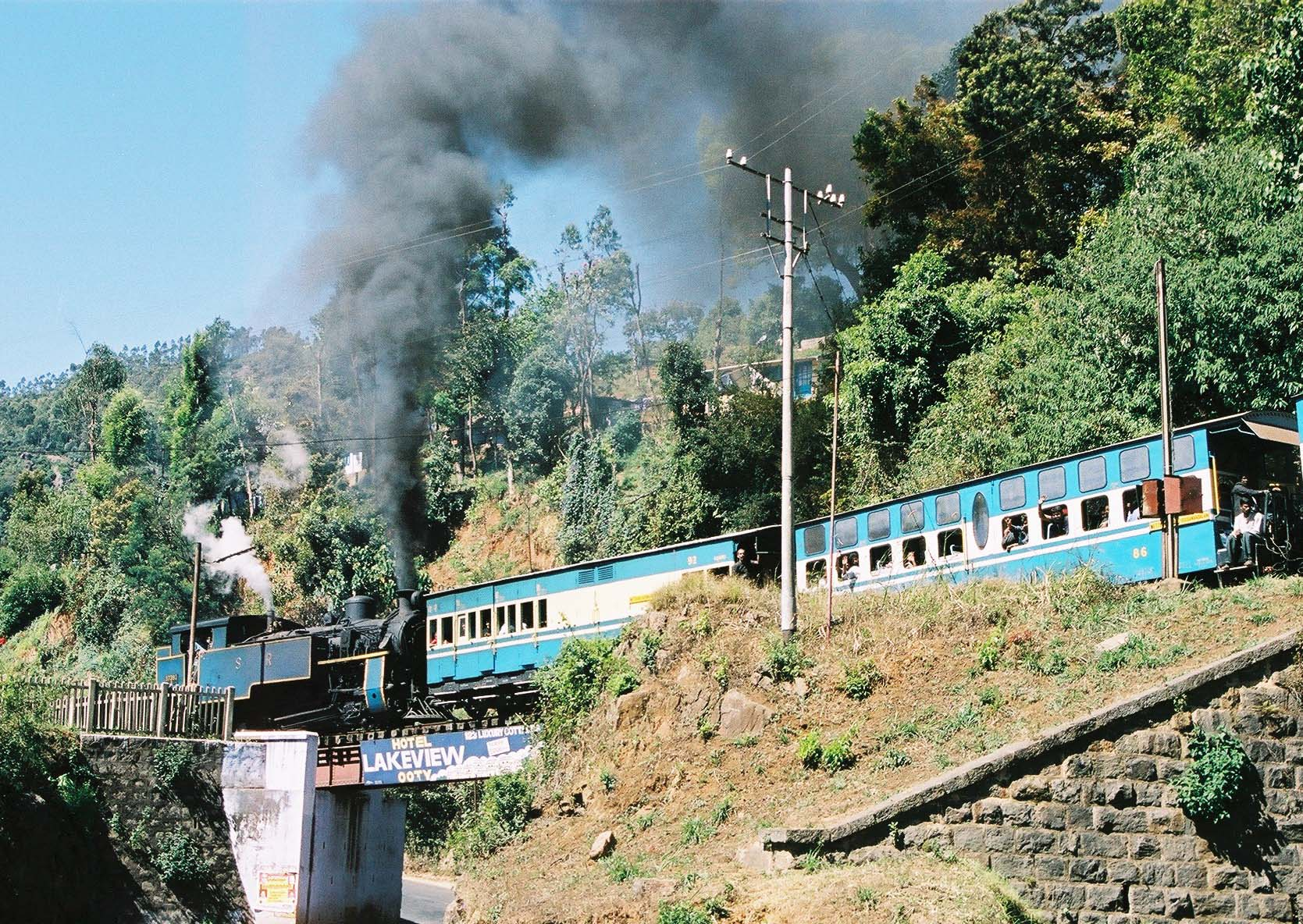
典型的齒軌尼尔吉里列车

尼尔吉里山区铁路是印度最老的山区铁路，2005年7月联合国教科文组织将它列入世界遗产。它连接乌塔卡蒙德和尼尔吉里丘陵下的米免帕拉源。它是印度唯一的齿轮列车。

### 最近机场
科印拜陀机场位于乌塔卡蒙德西南90千米处。它有去往数个印度大城市的班机和去往新加坡、夏尔迦和科伦坡的国际航班。乌塔卡蒙德位于班加罗尔机场以北290千米。

### 直升机服务
在科印拜陀机场与乌塔卡蒙德之间有一个直升飞机服务。每次飞行可以携带五名乘客，价格为每人每程4500鲁比。

### 公车
作为县府乌塔卡蒙德与县内周边城市有频繁的公车交通。从这些城市出发至少有一班公车连接县内的大多数村庄。此外还有频繁公车交通去往最近的火车站米免帕拉源和科印拜陀。
乌塔卡蒙德与泰米尔纳德邦的许多城市有直接公车联系。
此外乌塔卡蒙德还与最近的大城市迈索尔和科泽科德有长途汽车联系。从喀拉拉邦和卡纳塔克邦的数个城市也有直接的长途汽车联系。

## 教育
从英属印度时期开始乌塔卡蒙德就有寄宿学校。它们今天被看作是印度水平最高的学校之一，对当地经济有重要作用。印度的精英喜欢将自己的子女送到这里来上学。一些这些学校也招收不寄宿生。

## 人口
根据2001年的印度人口普查乌塔卡蒙德有93,921名居民，其中男子占50%，女子占50%。乌塔卡蒙德的识字人口比例为80%，高于印度国家平均（59.5%）。其中男子识字率为84%，女子为75%。9%的人口在6岁以下。